# Grammonota samariensis
Grammonota samariensis là một loài nhện trong họ Linyphiidae.
Loài này thuộc chi Grammonota. Grammonota samariensis được Müller & Heimer miêu tả năm 1991.